# Museo nacional de Eritrea
El Museo nacional de Eritrea es un museo en Asmara que fue inaugurado en 1992 por Woldeab Woldemariam. El Museo se encontraba originalmente en el Palacio del exgobernador hasta su traslado en 1997. Desde entonces, ha sido trasladado a la antigua Escuela para mujeres Hermanas Comboni.
La función del Museo Nacional de Eritrea es promover la historia de Eritrea y exhibirla al pueblo de Eritrea. Además, es investigar nuevos sitios arqueológicos y explorar la historia de Eritrea. En 1996, Eritrea nominada algunos de estos cinco sitios que deben ser considerados por la UNESCO como Patrimonio de la Humanidad: Adulis, Dahlak Kebir, Matara, Nakfa, Qohaito.